# Влияние пандемии COVID-19 на спорт
Пандемия COVID-19 оказала существенное влияние на мировой спортивный календарь 2020 года: были отложены или отменены многие текущие или запланированные спортивные соревнования. По масштабу воздействия на спорт распространение COVID-19 стало самым существенным событием со времён Второй мировой войны.
К апрелю 2020 года профессиональные спортивные соревнования были отменены или приостановлены по всему миру, за исключением некоторых стран (например, Никарагуа, Таджикистана и Беларуси).

## Комплексные спортивные турниры

### Летние Олимпийские игры
XXXII летние Олимпийские игры должны были пройти в Токио с 24 июля по 9 августа 2020 года. Однако 24 марта 2020 года было объявлено, что проведение Олимпийских и Паралимпийских игр в Токио переносится на 2021 год. Соревнования начались 21 июля 2021 года в обстановке режима чрезвычайной ситуации в Токио. Зрители не были допущены на соревнования в Токио.

### Гэльские игры
Гэльские игры по футболу, хёрлингу, камоги и женскому футболу, которые в основном проводятся в Ирландии, были приостановлены 12 марта 2020 года.

### NCAA
12 марта 2020 года Национальная ассоциация студенческого спорта США (NCAA) объявила об отмене всех турниров в оставшейся части академического года 2019/20. Это была первая отмена баскетбольного турнира NCAA в его 81-летней истории.

### Европейская Универсиада
27 марта 2020 года Европейская ассоциация университетского спорта (EUSA) и организационный комитет 5-й Европейской Универсиады Белград 2020 приняли решение о переносе игр на лето 2021 года.

## Автоспорт

### Формула-1
Распространение COVID-19 повлияло на расписание сезона Формулы-1 2020 года. Были отменены Гран-при Австралии, Гран-при Монако и Гран-при Франции, а Гран-при Азербайджана, Гран-при Бахрейна, Гран-при Китая, Гран-при Нидерландов, Гран-при Испании, Гран-при Вьетнама и Гран-при Канады были перенесены.
Также было отложено введение нового технического регламента с сезона 2021 на сезон 2022 с заморозкой текущего регламента на сезон 2021 для уменьшения финансовой нагрузки на команды.
В связи с отменой и переносом этапов Формулы-1 также были отложены или отменены соответствующие этапы чемпионатов гонок поддержки — Формулы-2 и Формулы-3.
В июле 2020 года экстренно провели две гонки подряд на одной трассе и конфигурации, беспрецедентный шаг в Формуле-1 — Гран-при Австрии и Гран-при Штирии. Через гонку это же случилось в Великобритании (Гран-при Великобритании и Гран-при 70-летия). В дальнейшем для упрощения логистики подключили резервные европейские трассы (введя в чемпионат мира Гран-при Айфеля и другие новые этапы), задействовали две разных конфигурации Бахрейна (на Гран-при Бахрейна и Гран-при Сахира).

### Формула E
Чемпионат электромобилей Формула E изначально отложил этапы в Санье и в Риме, а затем из-за ухудшения обстановки приостановила сезон на 2 месяца, отложив этапы в Париже, Сеуле и в Джакарте. Далее к списку отложенных этапов присоединились Германия, Великобритания и США.

### IndyCar
Изначально планировалось, что первая гонка в сезоне 2020 года, этап в Сент-Питерсберге, пройдёт без зрителей, но затем начало сезона было отложено на конец мая. В итоге главная гонка чемпионата 500 миль Индианаполиса была перенесена с 24 мая на 23 августа; впервые в своей истории она состоится не в мае.

### WEC
В чемпионате мира по автогонкам на выносливость была отменена гонка 1000 миль Себринга, а этапы 6 часов Спа-Франкоршам и 24 часа Ле-Мана были отложены. Главная гонка чемпионата 24 часа Ле-Мана была перенесена с 13 и 14 июня на 19 и 20 сентября. Таким образом, впервые за много лет, она прошла не в июне.

## Акваспорт

### F1H2O
В водно-моторной формуле 1 (F1H2O) были отложены заезды Гран-при Саудовской Аравии и Гран-при Португалии. В дальнейшем было принято решение приостановить чемпионат не неопределённое время: были отложены заезды на Гран-при Европы, Гран-при Китая, Гран-при Азии и Гран-при Индии.

## Баскетбол

### НБА
11 марта 2020 года Национальная баскетбольная ассоциация приостановила матчи регулярного сезона после того, как игрок «Юта Джаз» Руди Гобер показал положительный результат в тесте на COVID-19.

### Единая Лига ВТБ
26 марта 2020 года Единая лига ВТБ досрочно завершила сезон.

## Кёрлинг
Всемирная федерация кёрлинга отменила чемпионат мира по кёрлингу среди женщин, чемпионат мира по кёрлингу среди мужчин и чемпионат мира по кёрлингу среди смешанных пар, запланированные на март и апрель 2020 года.

## Киберспорт
Все соревнования по Dota 2 проходили в формате онлайн. The International 2020 отложен до стабилизации обстановки и, скорее всего, будет отменён полностью.

## Лёгкая атлетика
Чемпионат мира по лёгкой атлетике в помещении, который планировалось провести в китайском Нанкине с 13 по 15 марта 2020 года, был перенесён на март 2021 года.
Чемпионат мира по полумарафону 2020 года, который планировалось провести в польском Гдыне 29 марта, был перенесён на октябрь.
Первые три события Бриллиантовой лиги IAAF, которые должны были пройти в Катаре в апреле, и два последующих события в Китае, запланированные на май, были перенесены на более поздний срок.
Бостонский марафон 2020 года, который должен был пройти 20 апреля, был перенесён на 14 сентября. Лондонский марафон, запланированный на 26 апреля, был перенесён на 4 октября. Римский марафон 2020 года был отменён.

## Мотоспорт

### MotoGP
Чемпионат мира по мотогонкам MotoGP отменил стартовую гонку чемпионата 2020 года в Катаре (состоялись только гонки в классах Moto2 и Moto3). Также были отложены этапы в Таиланде, США, Аргентине и в Испании. Позже к списку отложенных присоединились Франция, Италия, Германия и Испания. Все младшие серии гонок Moto2 и Moto3, а также электрическая серия Мото E было отложены.

### WorldSBK
После проведённого первого раунда чемпионата мира по супербайку в Австралии было принято решение отложить второй раунд в Катаре. Восьмой раунд чемпионата мира по супербайку в Италии был отменён, но позже было принято решение перенести его на более поздний срок. В новом календаре итальянский этап перенесён на ноябрь.

## Настольный теннис
Чемпионат мира по настольному теннису среди команд 2020 года, который изначально планировалось провести в корейском Пусане с 22 по 29 марта, был перенесён на июнь, затем — на осень 2020 года, а позднее — на первую половину 2021 года.
Пять турниров ITTF World Tour 2020 года были отложены, включая China Open и Japan Open. Четыре квалификационных турнира к Олимпийским играм, запланированные на апрель, также были отложены.

## Рестлинг
Крупнейшие федерации реслинга, включая японскую NJPW, мексиканскую AAA, американские Impact Wrestling, NWA, AEW, WWE, отменили все прямые выступления со зрителями. Все сюжеты и матчи записываются заранее и при пустых залах. Крупнейшее событие от WWE, «Рестлмания 36», впервые прошла без зрителей, а все матчи были отсняты заранее и не на запланированном стадионе, а в подготовительном центре WWE. Запланированное на 23 мая PPV от федерации реслинга AEW, Double or Nothing, также пройдёт без зрителей и на другой арене.

## Сёги
По решению ФЕСА был отложен Чемпионат Европы по сёги 2020 года, который должен был пройти в Минске (Беларусь) 2—5 июля, но в результате состоялся 19-22 августа 2021 года, и из-за антиковидных ограничений в нём смогли принять участие лишь представители 5 стран, преимущественно из Беларуси и России. 8-й Международный форум сёги, который должен был пройти летом 2020 года в Японии, был проведён 15—17 октября 2021 года, впервые в онлайн-формате, на базе сайта 81dojo.
Были, также, на неопределёный срок отложены Чемпионат России по сёги, который должен был состояться в Санкт-Петербурге 4—5 апреля (но прошёл только в 2021 году, в Москве), национальные чемпионаты и многие традиционные турниры по сёги многих других стран. В результате, сёгистская жизнь сильно сместилась в Интернет: посещаемость игровых сёги-сайтов (81dojo.com, wars.fm, shogiwars.heroz.jp и т. д.) резко возросла, активизировался интерес к Всемирной лиге сёги, в которой в результате в 2022 году пришлось увеличить число лиг, и так далее.
Весной 2020 года сёгистская жизнь Европы «в реале» замерла, как и вообще социальная жизнь планеты, шокированной неожидаными жёсткими антиковидными мерами; с лета она стала восстанавливаться в новых условиях, но уже на более низком уровне активности, чем до начала пандемии. Однако деятельность профессионального мира сёги не прекращалась, все официальные титульные матчи проводились.
Число официальных турниров практически во всех странах ФЕСА, кроме Беларуси и России, в 2020—2021 годы резко сократилось. В качестве компенсации, с 2022 года был повышен с 2 до 4 лет срок учёта участия в официальных турнирах в ФЕСА-листе.
Динамика числа официальных турниров ФЕСА в 2020 году по месяцам:
| Месяц    | Число турниров        |
| -------- | --------------------- |
| Январь   | 29                    |
| Февраль  | 30                    |
| Март     | 18                    |
| Апрель   | 2 (Беларусь)          |
| Май      | 0                     |
| Июнь     | 4 (Беларусь, Украина) |
| Июль     | 7                     |
| Август   | 9                     |
| Сентябрь | 18                    |
| Октябрь  | 22                    |
| Ноябрь   | 18                    |
| Декабрь  | 18                    |

## Смешанные боевые искусства
Из-за пандемии COVID-19 сингапурский организатор ONE Championship объявил о проведении всех турниров без зрителей, как минимум, до 29 мая 2020 года. Американская организация Bellator MMA объявила о проведении турнира Bellator 241 без зрителей в Коннектикуте. Другая американская организация Ultimate Fighting Championship (UFC) анонсировала проведение турнира UFC Fight Night 170: Ли vs. Оливейра без зрителей в городе Бразилиа, а также отложила проведение других турниров — UFC on ESPN: Нганну vs. Розенстрайк, UFC Fight Night 172: Оверим vs. Харрис, UFC Fight Night 171: Вудли vs. Эдвардс.

## Спортивное ориентирование

### Переносы
3 марта 2020 года чемпионат Азии по спортивному ориентированию 2020 года, который планировалось провести в Республике Корея с 1 по 5 мая, был перенесён на 21—25 августа 2020 года. 17 марта чемпионат Европы по спортивному ориентированию на велосипедах 2020 года, который планировалось провести в Португалии, был перенесён с мая на октябрь. 25 марта 2020 года чемпионат Европы по трейл-ориентированию 2020 года (ETOC), который должен был состояться в мае в Финляндии, был перенесён на июль 2020 года.

### Отмены
15 марта 2020 года был отменён чемпионат мира по спортивному ориентированию на лыжах среди студентов, который должен был пройти в Финляндии в городе Рованиеми с 23 по 27 марта. 23 марта 2020 года был отменён первый этап Кубка мира по спортивному ориентированию 2020 года, который должен был состоятся в мае в Швейцарии в городе Невшатель. Однако с 13 по 16 мая 2021 года уже в рамках Кубка мира 2021 года будут проведены соревнования на той же местности. 26 марта был отменён чемпионат мира по спортивному ориентированию среди студентов 2020 года, который должен был состояться в России с 14 по 18 июля 2020 года, при этом прорабатывается возможность переноса мероприятия на этот же период в 2021 году. 27 марта был отменён чемпионат мира по спортивному ориентированию среди ветеранов (WMOC) 2020 года, запланированный на 7—15 августа в Словакии.

## Теннис
12 марта 2020 года Мировой тур ATP и Мировой тур ATP Challenger 2020 года были отложены на шесть недель из-за распространения COVID-19. WTA Тур 2020 также был приостановлен на восемь недель. Позднее сроки возобновления были отложены до второй половины лета 2020 года. Открытый чемпионат Франции по теннису 2020 года, который должен был традиционно пройти в мае — июне, перенесён на сентябрь — октябрь 2020 года и должен состояться после Открытого чемпионата США. Уимблдонский турнир 2020 года, который был запланирован на июнь — июль, 1 апреля был отменён впервые с 1945 года.

## Тяжёлая атлетика
Чемпионат Азии по тяжёлой атлетике первоначально должен был пройти в столице Казахстана Нур-Султане, но из-за вспышки коронавирусной инфекции COVID-19 17 февраля 2020 года на экстренном заседании исполнительного совета Международной федерации тяжёлой атлетики (IWF) было принято решение перенести соревнование в Ташкент (Узбекистан). 6 марта 2020 года исполнительный комитет IWF принял решение отложить на неопределенный срок проведение чемпионата Азии по тяжёлой атлетике.
10 марта 2020 года было опубликовано решение исполнительного комитета IWF о переносе времени проведения чемпионата Европы в Москве, с апреля на июнь. Из-за распространения коронавирусной инфекции IWF лишила чемпионат Европы 2020 года статуса отборочного к Олимпиаде 2020.
Чемпионат Африки по тяжёлой атлетике 2020 года, который планировалось провести на Маврикии с 13 по 20 апреля, также был перенесён на 15—23 июня 2020 года.
14 марта 2020 года было опубликовано решение отложить на неопределенный срок проведение чемпионатов Океании и Содружества по тяжёлой атлетике.
18 марта 2020 года было объявлено, что Панамериканский чемпионат по тяжёлой атлетике 2020 года, который планировалось провести в Санто-Доминго с 14 по 24 апреля, был отложен на неопределённый срок.

## Фигурное катание
Чемпионат мира по фигурному катанию 2020 (16—22 марта, Монреаль) полностью отменён. Отменили и чемпионат мира по синхронному фигурному катанию, который должен проходить в начале апреля в Лэйк-Плэсиде.
Также отменён самый крупный турнир в непрофессиональном катании — в Оберстдорфе, традиционно проводящийся в мае.

## Футбол
13 марта 2020 года ФИФА объявила о том, что футбольные клубы не должны отпускать своих игроков на матчи национальных сборных в марте и апреле 2020 года, а сами игроки имеют право отказаться от вызова в сборную без последствий. ФИФА также порекомендовала перенос или отмену всех международных матчей.
После возобновления соревнований матчи проводятся без зрителей или с ограничением их числа с соблюдением мер по недопущения распространения инфекции.

### Африка
17 марта 2020 года Африканская конфедерация футбола (CAF) объявила о переносе чемпионата африканских наций, который должен был пройти в апреле 2020 года в Камеруне, на более позднюю дату в связи с распространением COVID-19.

### Азия
В конце января 2020 года было объявлено, что старт китайской Суперлиги по футболу будет отложен из-за вспышки коронавирусной инфекции. Позднее были отложены розыгрыши чемпионата Южной Кореи и японской Джей-лиги. Также были отложены матчи Лиги чемпионов АФК и Кубка АФК.
9 марта 2020 года было объявлено о переносе матчей отборочного турнира к чемпионату мира 2022 года для сборных, относящихся к Азиатской конфедерации футбола.
Розыгрыш индийской Ай-Лиги был приостановлен с 15 марта.

### Европа
В феврале и марте 2020 года некоторые матчи Лиги чемпионов и Лиги Европы прошли при пустых трибунах. 12 марта 2020 года УЕФА объявил о том, что элитные квалификационные раунды для чемпионатов Европы до 17 и до 19 лет для мужчин и женщин были отложены. 13 марта УЕФА отложил все матчи Лиги чемпионов, Лиги Европы и Юношеской лиги УЕФА, которые должны были пройти на следующей неделе.
17 марта 2020 года УЕФА объявил о переносе чемпионата Европы, который должен был пройти летом 2020 года, на 2021 год.
Распространение COVID-19 начало оказывать влияние на национальные футбольные чемпионаты европейских стран в начале марта 2020 года. К 19 марта 2020 года единственным функционирующим национальным чемпионатом из 55 лиг членов УЕФА оставался чемпионат Беларуси.

#### Англия
6 марта 2020 года было объявлено, что из-за распространения коронавирусной инфекции руководство Премьер-лиги приняло решение об отмене ритуала предматчевых рукопожатий игроков и судей до дальнейшего уведомления. 11 марта Премьер-лига объявила об переносе матча между «Манчестер Сити» и «Арсеналом», который должен был пройти в этот день, в качестве «меры предосторожности» из-за риска распространения коронавируса. 13 марта 2020 года Премьер-лига совместно с Английской футбольной лигой и Женской суперлигой Англии объявили об остановке турниров, как минимум, до 3 апреля с последующим переносом матчей. 19 марта было объявлено, что возобновление футбольных турниров в Англии откладывается, как минимум, до 30 апреля.

#### Бельгия
13 марта 2020 года Королевская бельгийская футбольная ассоциация объявила о приостановке всех футбольных турниров в Бельгии до 3 апреля. 2 апреля 2020 года было объявлено, что сезон 2019/20 высшего дивизиона чемпионата Бельгии будет аннулирован. Чемпионом будет признан «Брюгге», который на момент приостановки турнира лидировал в турнирной таблице с 15-очковым отрывом от «Гента». Таким образом, бельгийская Про-лига стала первой европейской лигой, отменившей свой сезон из-за пандемии COVID-19.

#### Германия
13 марта были приостановлены розыгрыши немецкой Бундеслиги и Второй Бундеслиги. 7 мая было объявлено, что розыгрыш немецкой Бундеслиги сезона 2019/20 возобновится 16 мая, матчи пройдут без зрителей. Таким образом, немецкая Бундеслига станет первой футбольной лигой Европы, возобновившей сезон после приостановки в связи с пандемией COVID-19. Последние матчи сезона в Бундеслиге были сыграны 27 июня, чемпионом восьмой раз подряд стала «Бавария».

#### Испания
12 марта были приостановлены испанская Примера и Сегунда, а футболисты мадридского «Реала» были помещены под карантин.

#### Италия
9 марта был приостановлен текущий сезон итальянской Серии A, а также сезоны Серии B, Серии C и Серии D на фоне распространения коронавирусной инфекции в Италии.

#### Нидерланды
12 марта были приостановлены розыгрыши нидерландской Эредивизи и Эрстедивизи, двух высших дивизионов чемпионата Нидерландов. 25 апреля Королевский футбольный союз Нидерландов объявил о том, что сезон 2019/20 в Эредивизи и Эрстедивизи будет отменён без объявления чемпиона страны, а также без выбывших и вышедших в высший дивизион клубов.

#### Россия
17 марта 2020 года было объявлено, что из-за распространения COVID-19 в России общее собрание клубов НП «РФПЛ» на основании решения Бюро исполкома РФС приняло решение о приостановке розыгрыша Российской Премьер-лиги и Молодёжного первенства, как минимум, до 10 апреля. Решение коснулось также соревнований и во всех остальных лигах: приостановлены или отложены возобновления или старты соответствующих турниров (первенств ФНЛ, ПФЛ и III дивизиона/ЛФК).

#### Франция
Розыгрыши французской Лиги 1 и Лиги 2 были приостановлены 13 марта. В конце апреля стало известно, что сезон не будет возобновлён, чемпионом был признан «Пари Сен-Жермен».

### Северная Америка
12 марта 2020 года был приостановлен розыгрыш Лиги чемпионов КОНКАКАФ. В тот же день розыгрыш чемпионата MLS был отложен на 30 дней. 19 марта возобновление MLS было отложено до 10 мая.

### Океания
9 марта 2020 года Конфедерация футбола Океании объявила о том, что все футбольные турниры под её контролем откладываются до 6 мая.

### Южная Америка
12 марта 2020 года ФИФА объявила о том, что первые два раунда южноамериканской квалификации к чемпионату мира 2022 года переносятся с марта на более поздний срок. В тот же день КОНМЕБОЛ объявила о том, что розыгрыш Кубка Либертадорес временно откладывается.
15 марта профессиональные футбольные турниры в Бразилии были приостановлены, однако в некоторых штатах Бразилии футбольные матчи продолжались несмотря на это предписание Бразильской конфедерации футбола.
17 марта 2020 года КОНМЕБОЛ объявила о переносе запланированного Кубка Америки на 2021 год.

## Хоккей
21-й чемпионат мира по хоккею среди женщин и четвёртый дивизион чемпионата мира по хоккею 2020 года были отменены решением Международной федерации хоккея на льду из-за пандемии COVID-19. Также был отменён чемпионат мира по хоккею среди юниорских команд 2020 года. 21 марта, Международная федерация хоккея на льду объявила об отмене главных мужских турниров по хоккею, запланированных на 2020 год.
Отменённые хоккейные турниры:
- Чемпионат мира по хоккею с шайбой среди юниорских команд 2020
- Чемпионат мира по хоккею с шайбой 2020
- Первый дивизион чемпионата мира по хоккею с шайбой 2020
- Второй дивизион чемпионата мира по хоккею с шайбой 2020
- Третий дивизион чемпионата мира по хоккею с шайбой 2020
- Четвёртый дивизион чемпионата мира по хоккею с шайбой 2020
- Чемпионат мира по хоккею с шайбой 2020 (женщины)
- Первый дивизион чемпионата мира по хоккею с шайбой 2020 (женщины)
- Второй дивизион чемпионата мира по хоккею с шайбой 2020 (женщины) (Группа A)

### НХЛ
12 марта из-за пандемии коронавируса на неопределённое время был приостановлен сезон Национальной хоккейной лиги.

### КХЛ
25 марта руководство Континентальной хоккейной лиги приняло решение о досрочном завершении сезона 2019/20 в связи с пандемией коронавируса. В итоге Кубок Гагарина разыгран не был.

## Шахматы
Турнир претендентов 2020 по шахматам, который должен был пройти с 15 марта 2020 по 5 апреля 2020 года в Екатеринбурге был приостановлен 26 марта 2020 года, в связи с тем, что Россия остановила международное авиасообщение на неограниченный период времени.
44-я Всемирная шахматная олимпиада в Москве, Всемирная шахматная паралимпиада в Ханты-Мансийске были перенесены на 2021 год из-за пандемии COVID-19.